# Airbus A318
Airbus A318 (фр.: [ɛʁbys] ( прослухати), укр. Ерб́юс, англ.: [ˈɛərbʌs] — укр. Ейрб́ас) — найменший з сімейства Airbus A320 ближнього і середнього радіуса дії, вузькофюзеляжний, пасажирський дводвигуновий реактивний літак виробництва Airbus. A318 вміщує до 132 пасажирів і здатен долати відстані в 5700 км (3100 морських миль, 3600 миль). Остаточна збірка літака здійснюється в м. Гамбург, Німеччина. Призначений здебільшого для нетривалих рейсів, хоча використовується, наприклад, British Airways на трансатлантичному маршруті з міського аеропорту м. Лондон до аеропорту ім. Кеннеді в Нью-Йорку (із зупинкою на дозаправку в м. Шеннон у західному напрямку).
Повітряне судно має той самий тайп-рейтинг, що й решта членів сімейства Airbus A320, що надає можливість відповідним пілотам A320 керувати літаком без необхідності додаткових тренінгів чи перекваліфікації. Є найбільшим літаком, що дозволений EASA для заходу по крутішій глісаді (steep approach operations), що вимагається при посадці в аеропорту типу London City.
A318 був введений в експлуатацію в липні 2003 р. за участю Frontier Airlines. Відносно інших членів родини Airbus A320 продавався дуже малими партіями: на цей момент проданий у кількості 80 одиниць і не має попиту в експлуатантів.

## Оператори

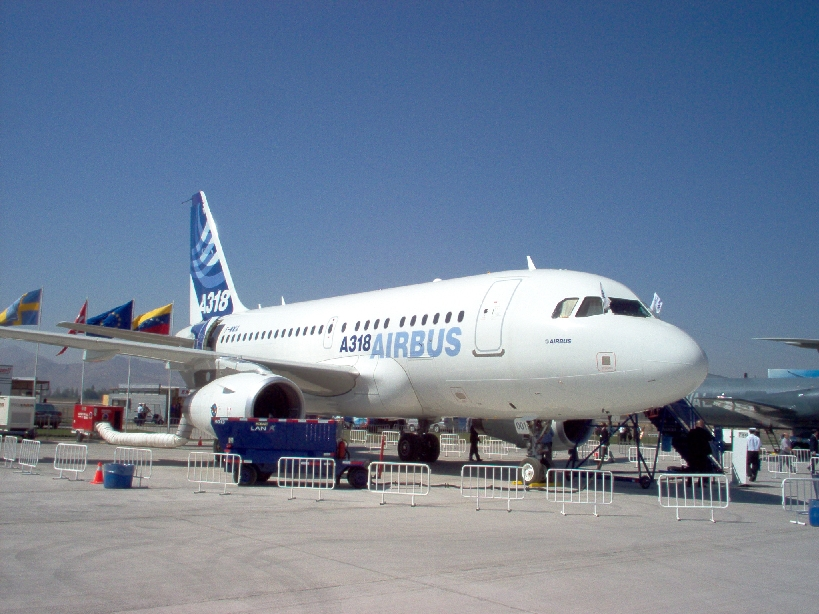
Airbus A318, в корпоративній лівреї Airbus, на авіашоу FIDAE 2006 в Міжнародному аеропорту Сантьяго.

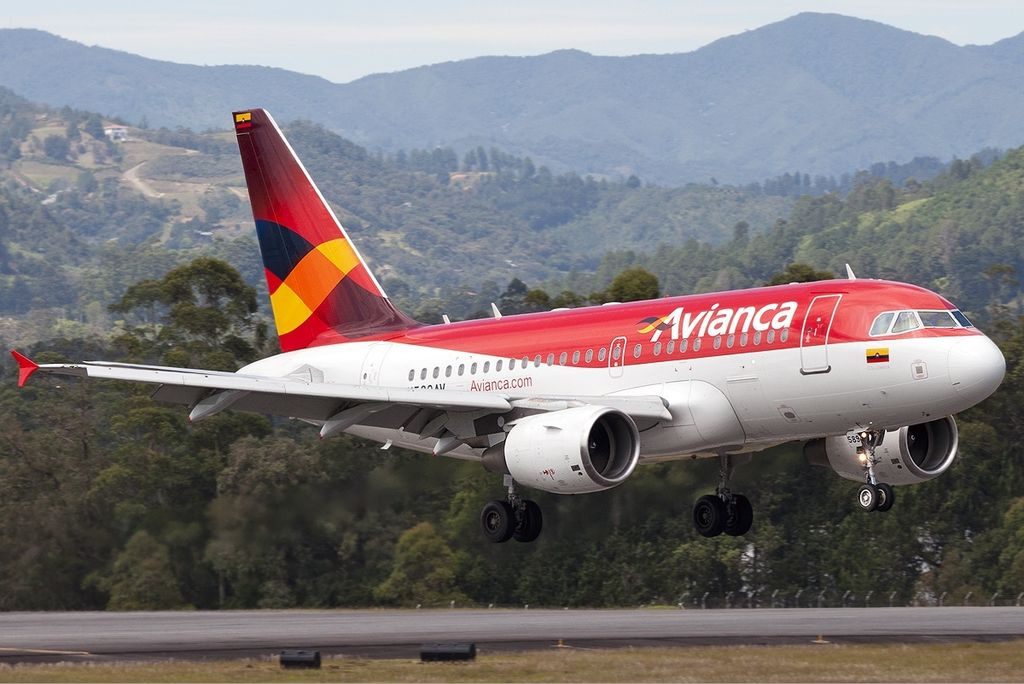
Airbus A318 авіакомпанії Avianca

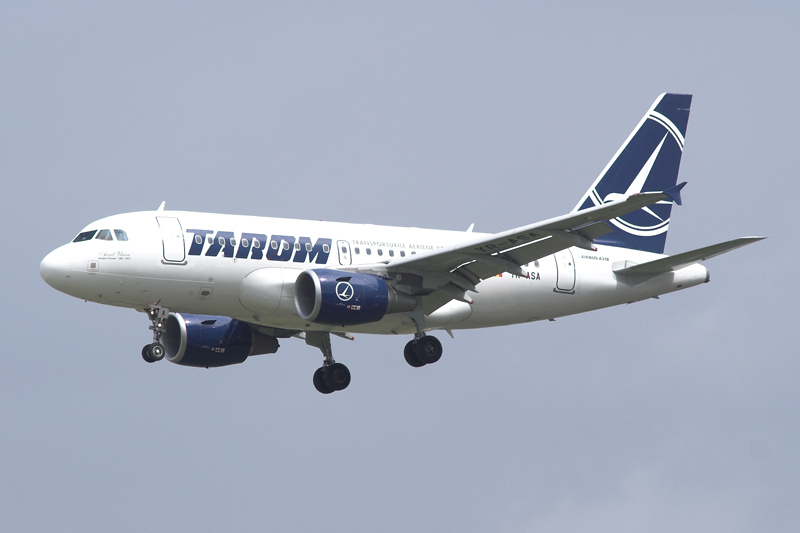
A318 авіакомпанії TAROM у Франкфурті

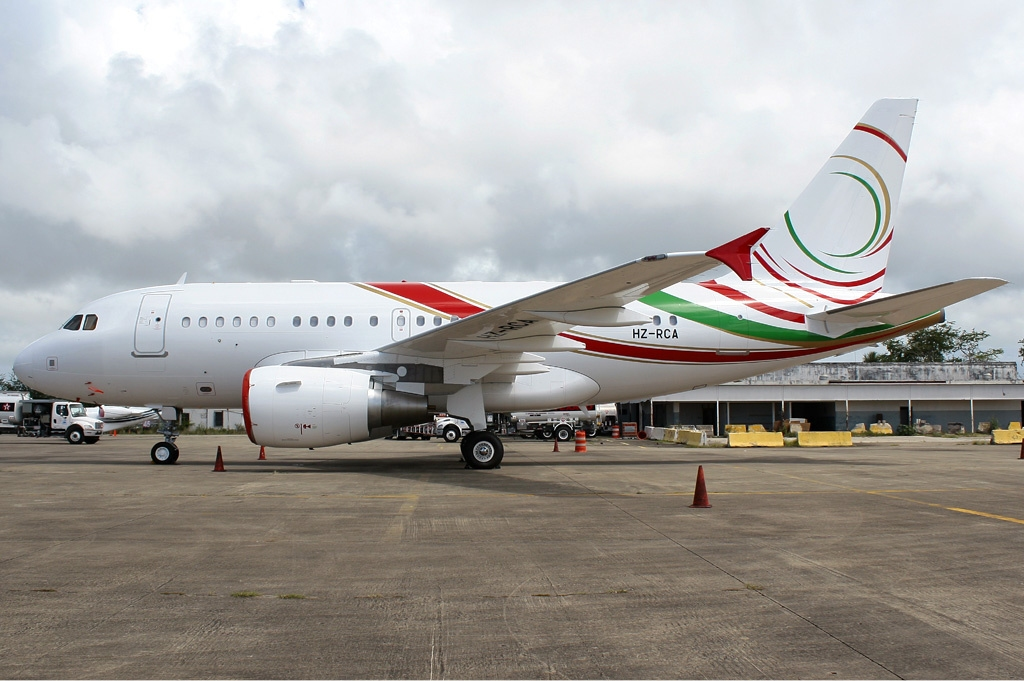
Airbus A318 авіакомпанії Saudi Red Crescent в Міжнародному аеропорту імені Луіса Муньоса Маріна.

Станом на 30 червня 2018 року, операторами Airbus A318 є:
| Країна          | Оператор                          | Кількість |
| --------------- | --------------------------------- | --------- |
| Франція         | Air France                        | 18        |
| Бразилія        | Avianca Brasil                    | 10        |
| Колумбія        | Avianca                           | 10        |
| Румунія         | TAROM                             | 4         |
| Велика Британія | British Airways                   | 1         |
| Велика Британія | Titan Airways                     | 1         |
| різні           | Урядові, Корпоративні та Приватні | 19        |
| різні           | Нерозкриті оператори              | 4         |
| Всього          |                                   | 67        |

### Замовлення та поставки
|      | Замовлення | Замовлення | Поставки | Поставки | Поставки | Поставки | Поставки | Поставки | Поставки | Поставки | Поставки | Поставки | Поставки | Поставки | Поставки | Поставки | Поставки | Поставки |
| Тип  | Всього     | В черзі    | Всього   | 2017     | 2016     | 2015     | 2014     | 2013     | 2012     | 2011     | 2010     | 2009     | 2008     | 2007     | 2006     | 2005     | 2004     | 2003     |
| ---- | ---------- | ---------- | -------- | -------- | -------- | -------- | -------- | -------- | -------- | -------- | -------- | -------- | -------- | -------- | -------- | -------- | -------- | -------- |
| A318 | 80         | —          | 80       | —        | —        | —        | —        | 1        | 3        | 2        | 2        | 6        | 13       | 17       | 8        | 9        | 10       | 9        |

Дані станом на жовтень 2017 року.

## Технічні дані
| Екіпаж кабіни                     | Двоє                                                                   |                                     |                                     |                                     |
| Пасажирів по кількості виходів    | 136                                                                    |                                     |                                     |                                     |
| Крісел у 1-класній компоновці     | 132 з інтервалом 72–74 см                                              |                                     |                                     |                                     |
| 1-клас, типово                    | 117 з інтервалом 81 см                                                 |                                     |                                     |                                     |
| 2-клас, типово                    | 107 (8/96 см + 99/81 см)                                               |                                     |                                     |                                     |
| Об'єм вантажного відсіку          | 21,2 м3                                                                |                                     |                                     |                                     |
| Довжина                           | 31,44 м (103 фут 2 дюйм)                                               |                                     |                                     |                                     |
| Розмах крил                       | 34,10 м (111 фут 11 дюйм)                                              |                                     |                                     |                                     |
| Площа крил                        | 122,4 м2 (1 318 фут2)                                                  |                                     |                                     |                                     |
| Кут геометрії крила               | 25°                                                                    |                                     |                                     |                                     |
| Висота килю                       | 12,56 м (41 фут 2 дюйм)                                                |                                     |                                     |                                     |
| Ширина кабіни                     | 3,70 м (12 фут 2 дюйм)                                                 |                                     |                                     |                                     |
| Ширина фюзеляжу                   | 3,95 м (13 фут 0 дюйм)                                                 |                                     |                                     |                                     |
| Робоча порожня маса               | 39 500 кг (87 100 фунт)                                                |                                     |                                     |                                     |
| Максимальна нуль-паливна маса     | 54 500 кг (120 200 фунт)                                               |                                     |                                     |                                     |
| Максимальна посадкова маса        | 57 500 кг (126 800 фунт)                                               |                                     |                                     |                                     |
| Максимальна злітна маса           | 68 000 кг (150 000 фунт)                                               |                                     |                                     |                                     |
| Крейсерська швидкість             | Маха 0,78 (829 км/год; 515 миля/год)                                   |                                     |                                     |                                     |
| Максимальна швидкість             | Маха 0,82 (871 км/год; 541 миля/год)                                   |                                     |                                     |                                     |
| Дальність, типове завантаження    | 3,100 nmi, 5,750 km                                                    |                                     |                                     |                                     |
| Дальність для бізнес-джетів       | 4,200 nmi, 7,800 km                                                    |                                     |                                     |                                     |
| Пробіг для зльоту (МЗМ, SL, ISA)  | 1 780 м (5 840 фут)                                                    |                                     |                                     |                                     |
| Пробіг для посадки (МПМ, SL, ISA) | 1 230 м (4 040 фут)                                                    |                                     |                                     |                                     |
| Об'єм для пального                | 24 210 л (5 330 англ. гал.; 6 400 гал. США)                            |                                     |                                     |                                     |
| Робоча стеля                      | 39,100—41,000 фут (11,918—12,497 м)                                    | 39,100—41,000 фут (11,918—12,497 м) | 39,100—41,000 фут (11,918—12,497 м) | 39,100—41,000 фут (11,918—12,497 м) |
| Двигуни (×2)                      | CFM56-5B8 -5B9, 68,3 дюйм (1,73 м) fan PW6000A, 56,5 дюйм (1,44 м) fan |                                     |                                     |                                     |
| Тяга (×2)                         | 96—106 кН (22 000—24 000 фунтс)                                        |                                     |                                     |                                     |

### Двигуни
| Модель літака | Дата сертифікації | Модель двигуна |
| ------------- | ----------------- | -------------- |
| A318-111      | 23 травня 2003    | CFM56-5B8/P    |
| A318-112      | 23 травня 2003    | CFM56-5B9/P    |
| A318-121      | 21 грудня 2005    | PW6122A        |
| A318-122      | 21 грудня 2005    | PW6124A        |